# ノースイースト地区 (ボツワナ)
ノースイースト地区 (North-East District) はボツワナ東部の行政区。州都は北部のマスンガ。中南部にボツワナ第2の都市フランシスタウンがある。住民はショナ系のカランガ族が多い。ブラワヨからハボローネ方面への鉄道及び道路が北東から南西へ通り、ナタ、オラパ方面への幹線道がフランシスタウンから分岐している。

## 地理
北と東にジンバブエの南マタベレランド州、西と南にセントラル地区と接する。

## 行政区画
サブディストリクトはノースイーストとフランシスタウン。